# 360° (wissenschaftliches Journal)
360° – Das studentische Journal für Politik und Gesellschaft war ein von 2005 bis 2017 halbjährlich erschienenes gesellschaftswissenschaftliches Journal, das 2005 von der gleichnamigen interdisziplinären Studierendeninitiative gegründet wurde. Herausgeber war der als gemeinnützig anerkannte dreihundertsechziggrad e.V. mit Sitz in Münster, der sich 2019 auflöste. Mit der Auflösung des herausgebenden Vereins wurde auch das Journal offiziell eingestellt. Die letzte Ausgabe war 2017 erschienen.
Als bundesweite Studierendeninitiative war das Journal dezentral organisiert, mit größeren Redaktionsgruppen in Berlin, Frankfurt, Leipzig, Münster und Marburg und Mitarbeitern an rund 20 weiteren Universitätsstandorten. Alle Mitarbeiter waren ehrenamtlich tätig.
Der Vereinsvorstand saß zuletzt in Frankfurt und Leipzig. Die Zeitschrift erschien in einer Auflage von 1.600 Exemplaren und wurde neben der eigenen Website über den regulären Buchhandel vertrieben. Je Exemplar wurde eine Schutzgebühr von 6,80 € erhoben. Seit Ende 2015 kooperierte 360° mit dem Verlag Barbara Budrich, über den die digitale Gesamtausgabe und einzelne Artikel vertrieben wurden.

## Editorisches Konzept

### Textausschreibung
Vom Modell US-amerikanischer Law Reviews inspiriert, veröffentlichte 360° wissenschaftliche Artikel und Essays von Studierenden nach dem Ausschreibungsprinzip. Unter dem Leitthema der jeweilig geplanten Ausgabe rief die Redaktion zur Einsendung von Typoskripten auf, die auch „nicht genannte[n] Aspekt[e der Ausschreibung] ausleuchten und in Randbereiche vorstoßen“ dürfen. Die Redaktion war „für außergewöhnliche Interpretationen des Ausschreibungsthemas und ganz spezielle Untersuchungsansätze nicht nur offen, sondern wünscht sich diese ausdrücklich“.

### Fotoausschreibung
Seit 2007 rief die Bildredaktion auch zur Einsendung von themenbezogenen Fotostrecken auf. 360° hat seitdem auch international ausgezeichnete studentische Fotoarbeiten erstveröffentlicht, unter anderem Gewinnerarbeiten des Canon ProfiFoto Förderpreises, der PGB Photo Awards oder des Deutschen Jugendfotopreises. Die Fotostrecke „Kashmir – Valley of tears“ aus der Ausgabe 1/2009 war außerdem bei den Sony World Photography Awards 2009 und bei den New York Photo Awards 2009 nominiert.

### Redaktionelle und Gastbeiträge
Die Redaktion rollte die Schwerpunkte jeder Ausgabe in einem Grundlagenartikel, dem „Aufschlag“ auf. Beim „Nachschlag“ wurden Experten, öffentliche Personen und Wissenschaftler unterschiedlicher Disziplinen und von Forschungs- und Lehreinrichtungen weltweit um prägnante Statements zu einer das Titelthema zuspitzenden Frage gebeten.
Neben den Beiträgen der Studierenden besprachen ein, höchstens zwei Gastautoren ausgewählte Aspekte des Themas aus Forschungs- und/oder Lehrsicht. Im Experteninterview der jeweiligen Ausgabe wurden Begriffe, Kontexte und dahinterliegende Zusammenhänge hinterfragt. Interviewt wurden bisher unter anderem Gudrun Wacker, Dieter Oberndörfer, Gesine Schwan, Karl-Rudolf Korte, Ulrich Herbert, Hans Joachim Gießmann, Susanne Buckley-Zistel, Jutta Allmendinger, Amir Hassan Cheheltan, Konrad Schily, Joseph Vogl, Anna Bergmann, Joseph Vogl und Guillaume Paoli. Ein Glossar erklärt zentrale und kontextbezogen missverständliche Begriffe aus den Fachgebieten der jeweiligen Redakteure, Autoren oder Interviewpartner.
Jede Ausgabe enthielt zudem den sogenannten „Nachschlag“, bei dem Wissenschaftler, Experten und andere Personen des öffentlichen Lebens zu einer jeweils wechselnden Frage kurze Stellungnahmen abgaben. Mitgewirkt haben  neben vielen anderen Otfried Höffe, Michael Hartmann, Ortwin Renn, Andrea Marlen Esser, Martin Sonneborn, Hubertus Buchstein, Dieter Oberndörfer, Heidrun Friese, Jürgen Kaube, William Dutton und Heinrich August Winkler.
Auf der 360°-Website war der Grundlagenartikel der jeweiligen Ausgabe, die Experteninterviews sowie je nach Ausgabe weitere Inhalte zum kostenlosen Download verfügbar. Artikel, die aus heftdramaturgischen oder Platzgründen nicht in die jeweilige Ausgabe aufgenommen werden können, ergänzten die Printausgabe als Online-Supplement.

## Selbstverständnis
360° verstand sich als Schnittfläche von Hochschule und Öffentlichkeit. Das Journal wollte das wissenschaftliche Potenzial von Studierenden über die Grenzen der Universität hinaus zugänglich machen und dabei nicht bei der schlichten Reproduktion einschlägiger Lehrmeinungen stehenbleiben. Von studierender Seite aus sollte ein Beitrag zum gesellschaftspolitischen Diskurs über nachwirkend aktuelle Themen geleistet werden. Der Redaktion war dabei an der Präsentation relevanter Erkenntnisse gelegen, die den Lesern nützlich sind und über schlichte Information hinausgehen.

### Inhaltliche Ausrichtung
Das editorische Konzept richtete sich nach der Überzeugung, dass die Expertise der einzelnen Wissenschaften und Fachbereiche in einen Gesamtkontext überführt werden muss, um soziale Phänomene verstehen und erklären zu können. 360°-Autoren sollten die Bandbreite des Themenspektrums der jeweiligen Ausgabe, aber auch die Bandbreite des möglichen und sinnvollen wissenschaftlichen Zugangs lesbar machen. Leser ohne spezifische Fachkenntnisse sollten im Journal veröffentlichte Texte verstehen und abgebildete Prozesse nachvollziehen können. Die anvisierte Leserschaft reichte deshalb von Oberstufenschülern über Studenten aller Fachrichtungen bis hin zu Lesern im Post-Doktoranden-Alter.

### Gestalterische Ausrichtung
Um eine bestmögliche Vermittlung der Inhalte zu erreichen, verfolgte 360° einem journalistischen Grundsätzen folgenden Schreibstil. Von den wissenschaftlichen Texten wurde gefordert, die Lesemotivation fachunkundiger Leser bei der Aufbereitung im Blick zu haben und den Text auch dramaturgisch zu prüfen. 360° arbeitete dabei mit textstilistischer, fotografischer und illustrativer Gestaltung, wie man sie vornehmlich von Publikumszeitschriften, Special-Interest-Titeln und Nachrichtenmagazinen kennt. Gleichwohl verlangte die Redaktion bei allen Einsendungen Quellenangaben und Abstracts, die wie in wissenschaftlichen Zeitschriften üblich ebenfalls im Heft veröffentlicht wurden.

### Transdisziplinarität
Das Spektrum der angesprochenen Disziplinen war ausdrücklich nicht auf die Sozialwissenschaften beschränkt. Jede zielführende Perspektive war im Rahmen des Ausgabenthemas willkommen. Studierende ausdrücklich aller akademischen Disziplinen waren aufgerufen, dem Call for Student Papers zur jeweiligen Ausgabe mit thematisch relevanten Texten zu folgen. Einreichungen in englischer Sprache waren möglich. Der Umgang mit graphischer Gestaltung, Illustration und Fotografie trug diesem Verständnis Rechnung.

## Auswahlverfahren und Lektoratsprozess
360° veröffentlichte im Gegensatz zu anderen studentischen Fachzeitschriften keine Seminararbeiten oder unbearbeitete Auszüge aus Seminar- oder Abschlussarbeiten. Bereits vor der Einsendung mussten die Autoren ihre Texte entsprechend der Autorenrichtlinien des Journals aufbereiten. Nach Bewerbungsschluss wählte die Redaktion aus den Einsendungen die Beiträge aus, die für eine Veröffentlichung in Frage kamen.
Im Lektoratsprozess wurde jeder Text von Autor und Redaktion bis zur Publikationsreife aufbereitet. Zwischen den Lektoratsphasen wurde der Text zusätzlich mindestens einem, in der Regel zwei Dozenten oder hochschulexternen Wissenschaftlern anonym zur Begutachtung vorgelegt. Beiträge von Gastautoren wurden von der Redaktion in einem vereinfachten Lektoratsprozess ebenfalls gemeinsam mit dem Autor diskutiert und aufbereitet. Auch innerhalb der Redaktion wurde, etwa beim Grundlagenartikel des jeweiligen Themenhefts, nach dem Autor-Lektor-Prinzip gearbeitet.

## Wissenschaftlicher Beirat
Der wissenschaftliche Beirat setzte sich aus ausgewählten Professoren, Dozenten und hochschulexternen Wissenschaftlern zusammen. Die Beiratsmitglieder begutachteten die eingereichten Beiträge der studentischen Autoren nach der ersten Lektoratsphase und unterstützen die Redaktion außerdem in Sachfragen. Dem interdisziplinären Gedanken des Journals folgend wurden die eingereichten Beiträge nicht durchgängig Beiratsmitgliedern vorgelegt, die im Fachgebiet des jeweiligen Autors tätig waren.

## Ausgaben (Auswahl)
- 2017: „Liebe“, „Mensch und Macht“
- 2016: „Mythen“, „Trauma“
- 2015: „Freiheit“, „Hinter den Kulissen“
- 2014: „Digitalisierung“, „Risiko“
- 2013: „Das Böse“, „Glauben / Wissen“
- 2012: „Grenzen“, „Fortschritte“
- 2011: „Orient“, „Beziehungsweisen“
- 2010: „Wovon leben wir“, „Bilden“
- 2009: „Krieg und Frieden“, „Leitbild Nachhaltigkeit“
- 2008: „Wer hat die Macht“, „Deutschland“
- 2007: „Migration“, „Die Zukunft Europas“
- 2006: „China“

## Auszeichnungen
- 2007: Studierendenpreis der Universität Münster
- 2008: Deutscher Studentenwerkspreis für besonderes soziales Engagement
- 2009: Ausgewählter Ort im Land der Ideen